# Adrien Dufrayer
Adrien Dufrayer, né le 13 mars 1823 à Mézières (Ardennes) et mort le 16 mars 1888, est un haut fonctionnaire français. Il a notamment dirigé la Caisse des dépôts et consignations du 27 novembre 1873 au 16 mars 1888.

## Biographie

### Jeunesse et études
Adrien Dufrayer naît en 1823. Son père, Jean-Adrien Dufrayer, polytechnicien (X 1808), sert l'État en tant que régisseur de la manufacture d'armes de Charleville. Adrien Dufrayer suit ses études secondaires au lycée Saint-Vincent de Rennes. Il prépare le concours de l'École polytechnique et est admis 154e sur 158 (X 1843). Son classement l'empêchant d'obtenir une place dans les meilleurs corps proposé par l'école, il démissionne de la fonction publique.
Il n'a pas d'enfants. Il est commandeur de l'Ordre national de la Légion d'honneur.

### Parcours professionnel
Il intègre le ministère des Finances comme commis en 1845, avant de passer le concours de l'Inspection générale des finances en 1848. Admis, il devient sous-inspecteur en 1850, inspecteur de 3e classe (1853) puis de 2e classe (1858).
En 1863, Defrayer est chef de bureau au ministère, puis sous-directeur au secrétariat général du ministère en 1865. Rallié à la Troisième République, il succède à André Napoléon Haudry de Janvry, qui occupait le poste de secrétaire général du ministère, le 25 janvier 1871. En 1872, il est nommé conseiller d'État (section des Finances). 
Le 27 novembre 1873, Adrien Dufrayer succède à Gilbert-Hercule Guillemot, mis à la retraite d'office par le gouvernement du fait de ses accointances avec le précédent régime, et qui dirigeait la Caisse des dépôts et consignations depuis 1848. Il renforce considérablement le rôle de la Caisse des dépôts dans la plomberie financière nationale, en l'autorisant à percevoir des dépôts des particuliers (décret du 23 août 1875 puis loi du 9 avil 1881).
En 1881, Dufrayer quitte la Caisse des dépôts pour être à nouveau nommé au secrétariat général du ministère des Finances. Henri Labeyrie lui succède à la tête de la Caisse. Mourrant en fonction, il est inhumé comme son père à Saint-Jouan-des-Guérets.